# 루앙산
루앙산(인도네시아어: Gunung Ruang 구눙루앙[*])은 인도네시아 북술라웨시주 상이헤 제도 최남단에 있는 성층 화산이다. 동서 4 km, 남북 5 km 크기의 섬에 있다. 산 정상에는 부분적 용암 돔이 있으며 해발고도는 725 m이다. 산 정상에서 남쪽의 클라밧산 봉우리, 북쪽의 시아우섬, 동쪽의 트르나테 봉우리를 모두 한번에 볼 수 있다.

## 지질
루앙산은 상이헤 조산대에서 형성된 화산 중 하나로 두 지각판이 만나는 섭입대에서 형성된 여러 화산 중 하나이다. 아우산, 카랑케탕산, 바누아우후산과 함께 상이헤 제도 화산호에서 홀로세 시기 만들어진 가장 어린 화산이다.
산 정상은 1904년 화산 활동 결과 만들어진 용암 돔으로 일부분이 채워져 있다. 이후로 용암 돔과 화산쇄설류 등으로 이루어진 화산 활동이 관측되었다. 루앙산이 있는 섬 전체가 화산섬으로 동서 4 km, 남북 5 km 정도 크기이다.

## 화산 활동

### 21세기 이전
루앙산에서는 최소 16차례 분화가 관측되었으며 처음으로 관측된 분화는 1808년이다. 아돌프 베른하르트 마이어 교수는 1871년 매우 큰 분화를 목격했다. 당시 루앙산에는 사람이 살지 않았지만 바로 인근의 타굴란당섬의 주민은 사면지에서 농장을 꾸리며 살고 있었다. 화산 분화로 몇 분도 되지 않아 농장이 파괴되고 쓰나미가 발생해 루앙섬 맞은편 타굴란당섬의 여러 마을이 사라졌다. 마을 주민 대부분이 익사했고 해변에서 시신을 다수 발굴했다. 사망자수는 약 300명에서 400명으로 추정된다.

### 2024년 4월
2024년 4월 16일 오후 9시 45분(UTC 13:45)부터 시작된 분화로 주민 800명이 인근의 타굴란당섬으로 대피했고 분화구에서 반경 4 km 지역에 대피구역을 지정했다 6 km로 확대했다. 4월 17일에는 인도네시아 정부가 화산 경보 단계를 가장 높은 4단계 경보로 발령했으며 화산이 바다를 향해 붕괴할 수 있는 위험이 있다며 타굴란당섬의 대피자 및 주민 11,000명을 술라웨시섬 본토의 마나도로 급히 대피시켰고 쓰나미 경보를 최고 단계인 4단계로 발령했다. 화산 분화의 영향으로 마나도의 삼라툴랑이 국제공항도 4월 21일까지 폐쇄되었다. 루앙산이 있는 시우타굴란당 비아로 제도현 지방정부는 14일간 긴급사태를 선포했다. 화산 분화로 주택과 건물 최소 501채가 피해를 입었다.
말레이시아 서부와 싱가포르에 기항한 항공사들은 4월 18일 화산 연기로 인한 시야감소로 사바주 및 사라왁주행 항공편을 취소했다. 화산에서 발생한 이산화 황 연기는 4월 19일 기준 1,000 km를 이어가 넓어지며 보르네오섬 전역을 덮었다. 하지만 사바주와 사라왁주의 지표면 공기질은 화산 폭발의 영향을 거의 받지 않았다.
4월 17일 큰 분화 이후 다음날 산은 평온해졌다. 4월 19일 금요일 17시 6분(이하 현지 시각)과 23시 44분에 또 다른 분화가 일어났으며 4월 20일 1시 9분과 12시 15분에는 정상에서부터 분화 연기 기둥 높이가 250 m에서 1,200 m까지 다양한 화산 분화 활동이 일어났다.
4월 30일에는 루앙산의 활동이 다시 강해졌고 당일 1시 30분 경에는 루앙산의 상황이 다시 최고 경계수준인 4단계로 올라갔다. 분화 연기 기둥 높이는 산 정상에서 최대 5,000 m 높이에 달했다. 2시 35분부터 정오까지 계속된 화산 분화로 여러 공항에서 화산재 주의보(VAA)가 발령되었고 항공기에 공지(NOTAM)을 발령해 일시적으로 공항을 폐쇄하거나 항공기를 우회 운영했다.

## 같이 보기
- 인도네시아의 화산 목록